# Jamnik (tòa nhà)

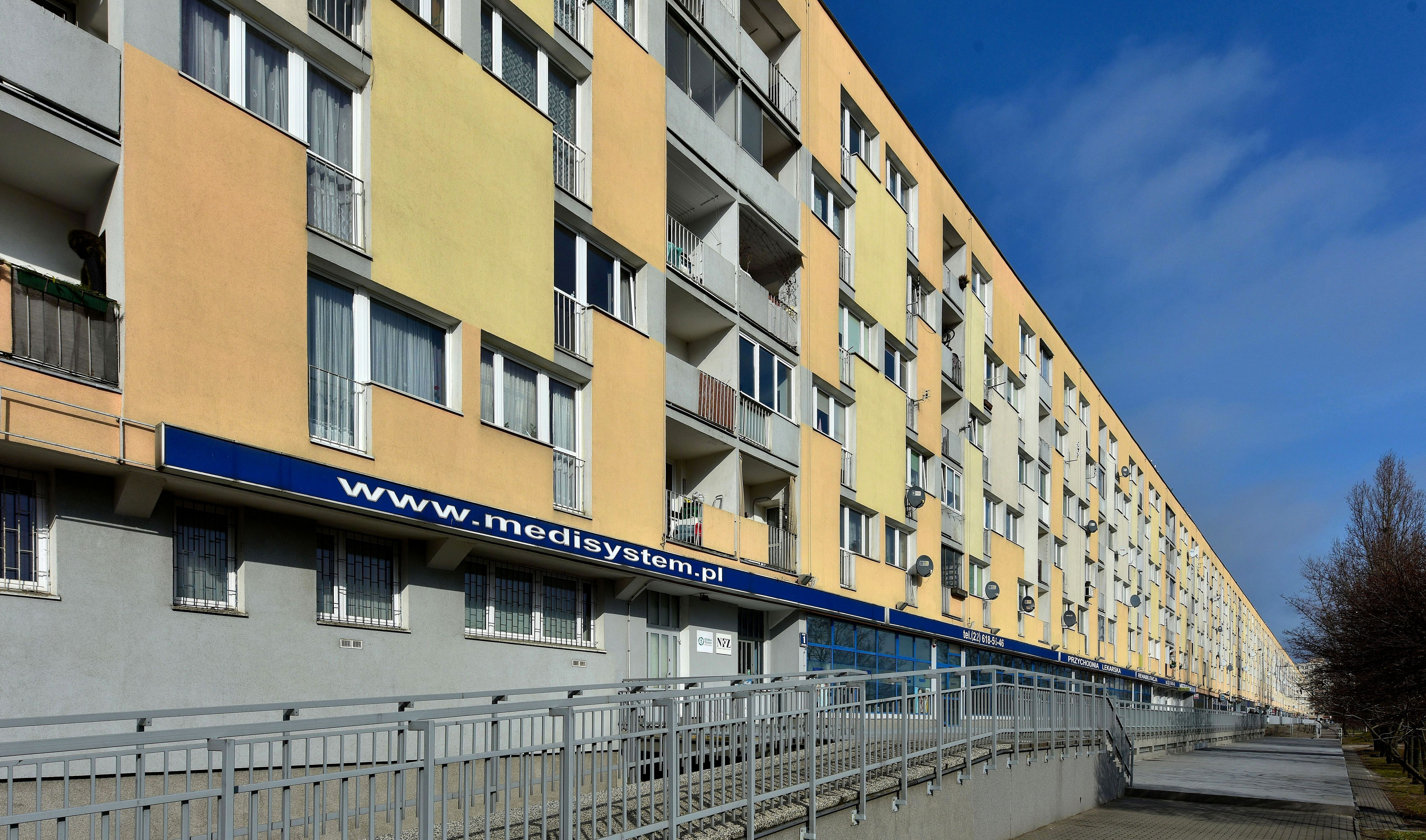
Dachshund, nhìn từ đường Markowska

Dachshund, plank, mrówkowiec  - nhà ở của nhiều gia đình tọa lạc tại Kijowska 11 str thuộc quận Praga-Północ ở Warsaw.
Tòa nhà dài 508 mét và được gọi là tòa nhà dài nhất ở Warsaw.

## Miêu tả
Nó được xây dựng trong những năm 1971-1973 ở phía nam của khu vực Szmulowizna, đối mặt với nhà ga xe lửa PKP Warszawa Wschodnia ở Warsaw. Tòa nhà, được thiết kế bởi Jan Kalinowski đã gây ra tiếng vỗ tay của nhà báo, khi nó được chào đón những cư dân đầu tiên. Mặc dù chiều dài của nó, tòa nhà chứa các căn hộ nhỏ gồm các phòng không đầy đủ chức năng, và nằm cạnh con đường rất bận rộn và nhà ga xe lửa vì điều đó bị thách thức bởi độ ồn cao.
Tòa nhà có 430 căn hộ với 43 cầu thang, 132 nhà để xe, và đến năm 2008, nó đã có hơn 1200 cư dân sinh sống. Mỗi cầu thang phục vụ khoảng 10 căn hộ, chỉ có hai căn hộ trên mỗi tầng.
Để phá vỡ sự đơn điệu của tòa nhà này, nó được coi là dựng lên bên cạnh các gian hàng trung tâm thương mại với hình dạng một cây lược, tuy nhiên kế hoạch này không bao giờ được thực hiện.
Do chiều dài tít tắp của tòa nhà, trong giai đoạn xây dựng, vấn đề tường bị nứt và vấn đề định cư trong tòa nhà đã xuất hiện. Trên tường thạch cao cũ, các yếu tố trang trí thủy tinh có thể được quan sát. Sự phá vỡ chúng đã được công nhận là tín hiệu cho việc xây dựng việc định cư trong lòng đất.
Tòa nhà được coi là khối căn hộ dài nhất tại Warsaw. Tuy nhiên, trên ogi61 Przyczółek Grochowski ở quận Praga-Południe có một khối căn hộ khác - được gọi một cách không chính thức là Pekin - dài khoảng 1,5 km (tuy nhiên hình dạng của nó không tạo thành một đường thẳng và các phần của nó có số đường khác nhau.)